# Claudia Brosseder
Claudia Brosseder (* 1973) ist eine deutsche Kulturwissenschaftlerin und Historikerin.
Claudia Brosseder studierte an der Universität München und an der amerikanischen Princeton University Geschichte und Philosophie. 2002 wurde sie bei Winfried Schulze an der Münchner Universität über die Geschichte der deutschen Astrologie und ihre Verflechtung mit anderen wissenschaftlichen Disziplinen im 16. Jahrhundert promoviert. Danach forschte sie in Peru, an der Stanford University, USA, und ab 2007 als Professorin an der Stetson University in Florida. 2009 habilitierte sie sich in München im Fach „Geschichte der Neuzeit“. 2008 übernahm sie die Leitung einer Nachwuchsgruppe in den Transkulturellen Studien mit dem Titel „Der Dialog der Kulturen in den Anden“ am Excellence Center for Transcultural Studies der Universität Heidelberg. Sie ist Associate Professorin an der University of Illinois in Urbana-Champaign. Sie erhielt 2015 den Award for Excellence in the Study of Religion der American Academy of Religion.
Brosseder beschäftigt sich mit den Themen Ethnogeschichte, Archäologie und Kunstgeschichte in Lateinamerika sowie mit der Astrologie in der Frühen Neuzeit.

## Schriften (Auswahl)
- Inka Bird Idiom. Amazonasfedern in den Anden (= Pitt Latin American Series). University of Pittsburgh Press, Pittsburgh 2023.
- The Power of Huacas. Change and Resistance in the Andean World of Colonial Peru. University of Texas Press, Austin 2014; spanische Ausgabe: El poder de las huacas. Cambios y resistencia en los Andes del Percolonial. Ediciones El Lector, Arequipa 2018.
- Im Bann der Sterne. Caspar Peucer, Philipp Melanchthon und Wittenberger Astrologen. Akademie-Verlag, Berlin 2004, ISBN 3-05-003853-5 (zugleich: phil. Diss. Universität München, 2001/02, unter dem Titel: Unter dem Zauber der Sterne. Caspar Peucer, Philipp Melanchthon und andere Wittenberger Astrologen).